# ガス封入管
ガス封入管（ガスふうにゅうかん）とは電極を設置し、ガスを封入した管で、放電管の一種である。

## 断流管
サイラトロンやイグナイトロンがある。

## ガス封入管による照明と表示
蛍光灯や水銀灯、ナトリウム灯、メタルハライドランプなどがある。
ネオン管は低圧のガス封入管である。ニキシー管は現在では蛍光表示管などに代替されているが、表示に用いられるガス封入管である。
写真撮影時に使用されるキセノンフラッシュランプもまたガス封入管で、近年では硫黄ランプが開発されつつある。

## 他の形式
入射したβ線及びγ線によって生じた光電効果による電子線による電離作用に起因するアバランシェ効果で放射線を計測するガイガーミューラー計数管。